# Karosa B 831
Karosa B 831 — городской автобус, выпускавшийся заводом Karosa в 1987—1989 годах. Пришёл на смену автобусу Karosa B731.

## Описание
Модель Karosa B 831 представляет собой двухосный заднеприводный автобус с кузовом семейства Karosa 700, имеющим полусамонесущую, панельную конструкцию. Каркас автобуса sešroubován покрыт стальными пластинами. По сравнению с предыдущей моделью, крыша была увеличена. Вход в салон производится через три двери выдвижного типа. Пол в салоне сделан из водонепроницаемой фанеры. Напротив средней двери присутствует место для колясок.
Автобус оснащался дизельным двигателем внутреннего сгорания LIAZ ML 636 M1.2B и автоматической трансмиссией Praga 4AB 120.

## Галерея

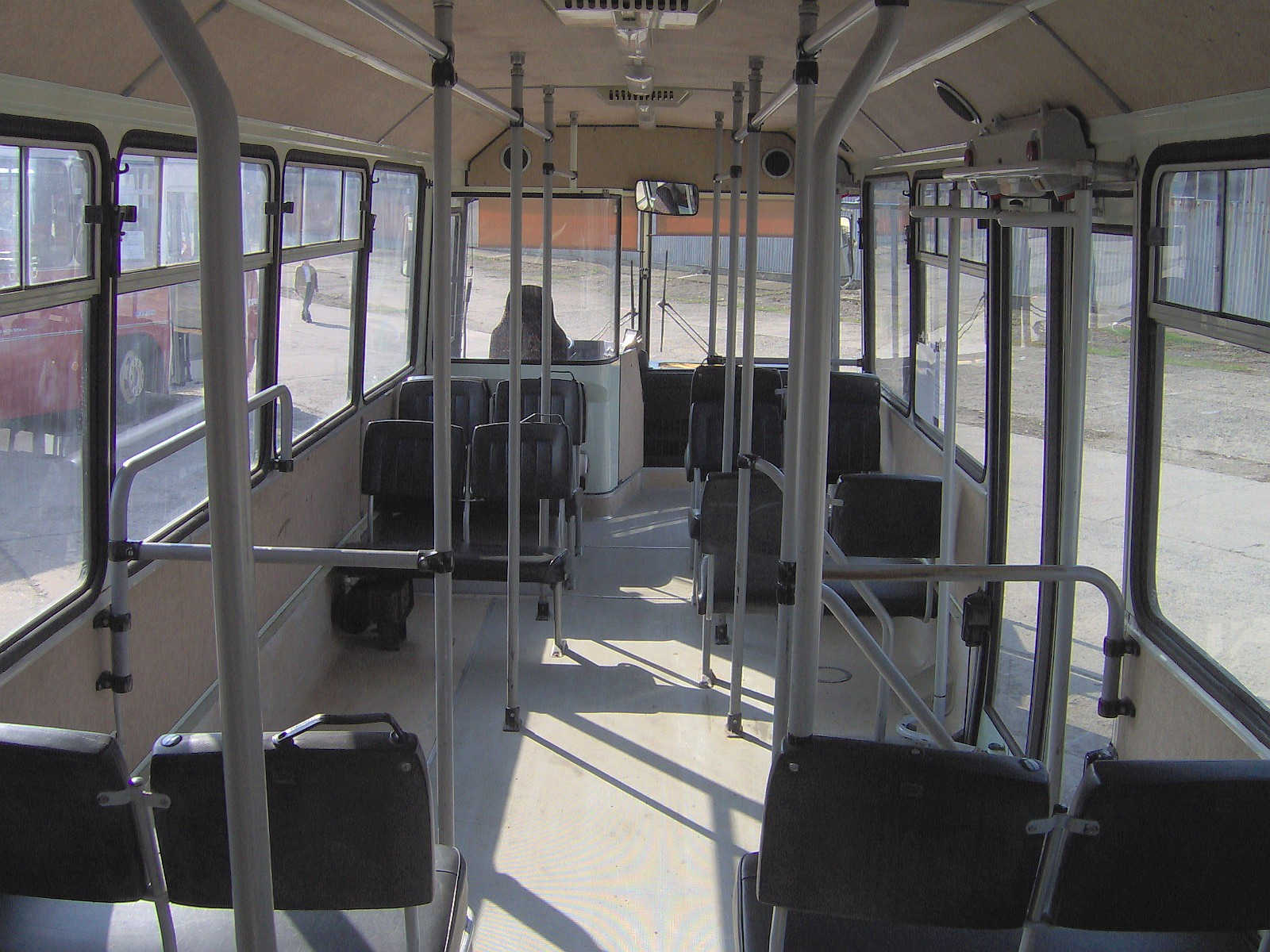
Салон, вид вперёд
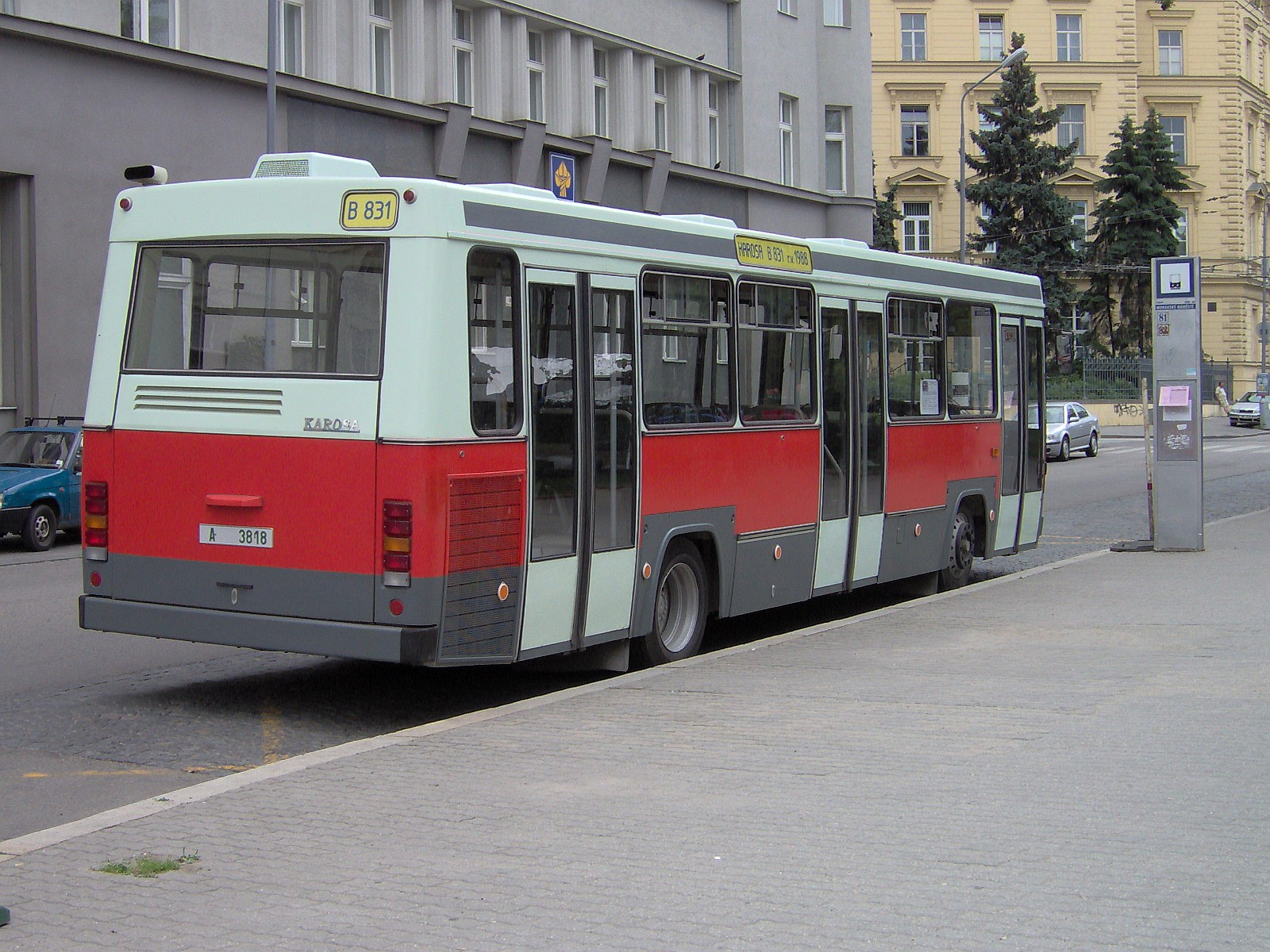
Линейный Karosa B 831 в Брно
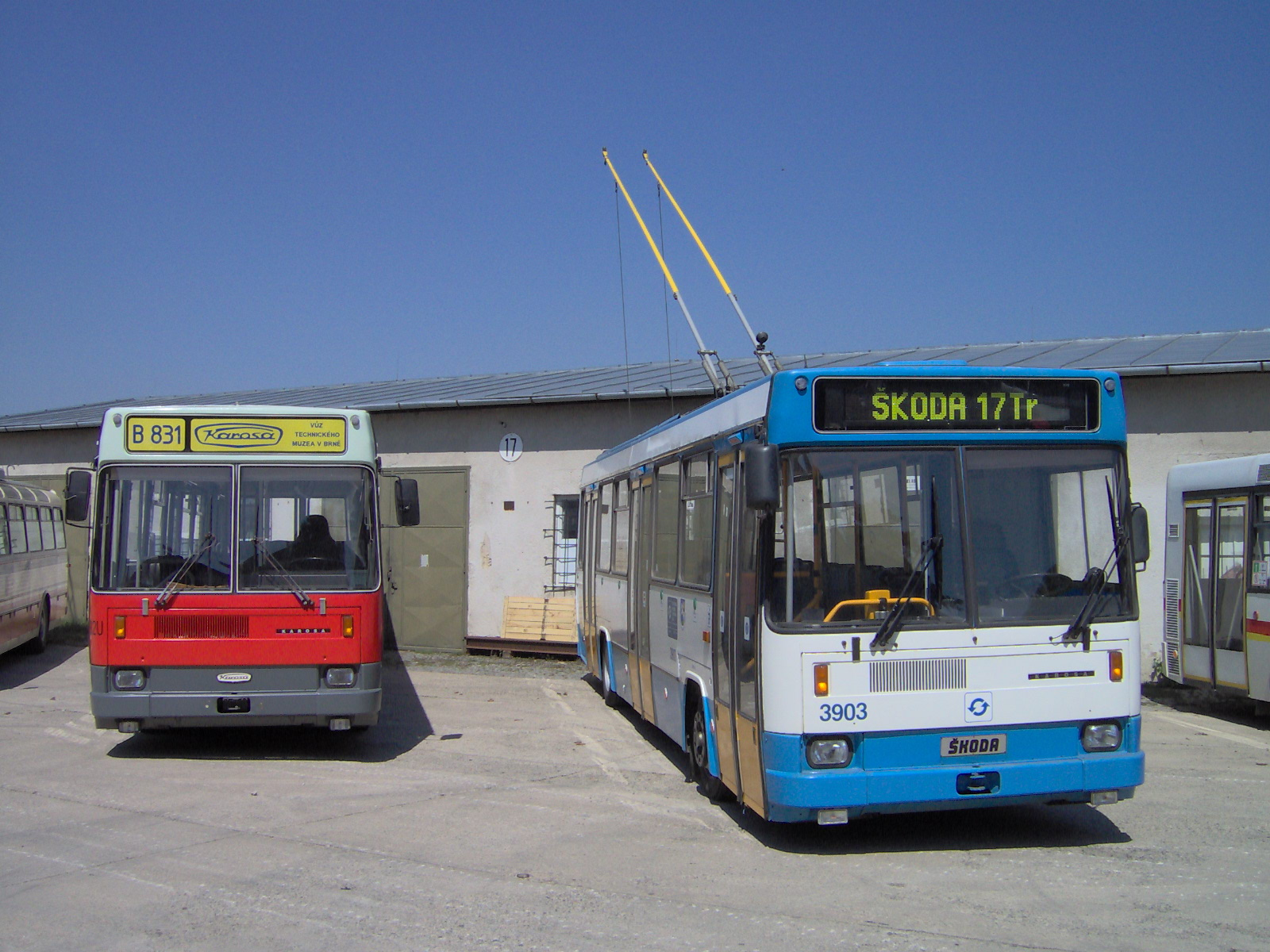
Музейный экспонат